# えびちゅう☆なんやねん
『えびちゅう☆なんやねん』（えびちゅうなんやねん）は、2013年10月1日深夜からMBSラジオで放送されているラジオ番組である。番組開始時の2013年10月から2024年4月までは『エビ中☆なんやねん』という番組名であったが、2024年5月より現在の番組名に改名された。

## 概要
関西のことを全く知らない、関東出身の私立恵比寿中学メンバーが、関西出身の芸人と一緒にリスナーからの関西の驚き情報や、最近の関西事情などを教えてもらいながら、関東一の関西フリークを目指すコンセプトの番組である。しかし番組が長く続いていることで関東出身ではない私立恵比寿中学メンバー（小久保柚乃、仲村悠菜）や、関西出身ではない芸人MC（オズワルド）が誕生している。
最初の2回は、私立恵比寿中学メンバーのみが出演していたが、第3回以降、TKOの木本武宏とその時々のお笑いコンビも出演者として加入。私立恵比寿中学メンバーの柏木ひなたとコンビ芸人をレギュラーで固定し、そこに他の私立恵比寿中学メンバー2名と不定期出演の木本（曰く「来れる時に来るスタンス」）を加えた構成が基本となっていた。
かつては、出演者に関しては非常に流動的で、木本は先述通り不定期出演、お笑いコンビもどちらかや双方が欠けることがあった（おかずクラブ時代は、不在の際には天竺鼠が出演していた）。また、私立恵比寿中学メンバーも、ゲストが1名の場合や、柏木が不在（3名ともゲスト）だった回があった。しかし、かまいたちがMC就任した頃から基本的にはメインパーソナリティは毎週出演し、そこに私立恵比寿中学メンバーが2名ゲスト出演する構成が基本となっている。
2021年11月から2022年4月までニコニコチャンネルにて「エビ中☆なんやねん〜水曜エビ中ミーティング〜」を生配信及びラジオ本放送の一部がアーカイブされた。また、2022年6月から2023年3月までRadiotalkにて本放送とは別のRadiotalk生配信及びラジオ本放送の一部がアーカイブされた。
番組開始初期から出演していたTKOの木本武宏は投資トラブルにより2022年7月15日深夜放送回が最後の出演となった。2022年8月5日深夜放送回よりなすなかにしが出演者に加わった。
2022年12月16日をもって私立恵比寿中学を卒業することになった柏木ひなたは12月9日深夜放送回をもって当番組も卒業した。12月16日深夜放送回より柏木ひなたに代わって桜木心菜がメインパーソナリティに就任した。
2024年4月1日に私立恵比寿中学の公式愛称が「エビ中」から「えびちゅう」に変更されたことを反映して、同年5月1日より『エビ中☆なんやねん』の公式サイト及び公式Xにて表記される番組名が『えびちゅう☆なんやねん』に変更され、5月2日深夜放送回において番組名を『えびちゅう☆なんやねん』に改名したことが報告された。

## 自己紹介
私立恵比寿中学には、元々メンバーそれぞれ決まった自己紹介があるが、このラジオでは、大阪バージョンと称した独自の自己紹介が使われる。柏木以外は、リスナーから募集を募り決定したもの。設定された当時、既に元メンバーだった瑞季・杏野・鈴木には存在しない。
真山・安本・廣田・中山は設定当初こそ口上を名乗っていたが、放送尺の関係上次第に使用しなくなっていった。一方、柏木・星名・小林は、2017年時点でも継続しており、松野も生前最後の出演（2017年1月3日放送分）まで使い続けていた。メンバー全員が揃った200回記念（2017年7月25日放送分）では、真山ら4名も久々に口上を披露した。
私立恵比寿中学に新たに加入したメンバーに対しても大阪バージョンの自己紹介が作られてはいたがあまり定着はせず、2024年時点で自己紹介時に大阪バージョンの口上を披露しているのは真山（新バージョン）・星名・小林・中山（新バージョン）のみである。

### 現メンバー
- 真山りか

【新バージョン】「まーや まーや まや まや まや まや まや まや まや まや まー（映画ジョーズ のテーマ) 出席番号3番、真山りかです」
【旧バージョン】「と～れとれピーチピチ、真山りか（かに道楽の曲）出席番号3番、エビ中最年長真山りかです」
- 安本彩花

「安本、安本、安本、エビ中の。安本、安本、安本、MCです（川崎クリニックのCM曲）出席番号5番、安本彩花です」
- 中山莉子

【新バージョン】「デコピン、リコピン、背筋ピーン 浪花のタコ焼き中学生出席番号12番、中山莉子です」
【旧バージョン】「やっぱ好っきゃねん！キュウリ好っきゃねん！（やしきたかじんのやっぱ好きやねんの曲）浪花のタコ焼き中学生出席番号12番、中山莉子です」
- 桜木心菜

「（じいちゃん）干し芋作ります（ばあちゃん）届けたいへそ出しを（ココロオドルなんやねん沸かす生、生、生、生牡蠣）（nobodyknows+のココロオドル）はい、パリピあげ〜なエビ中のギャル出席番号13番、桜木心菜です」
- 小久保柚乃

「（ゆのちゃーん）はい×4（そのうち一回は無視、あるいは不機嫌に）出席番号14番、小久保柚乃です」
- 風見和香

「やっぱすっきゃねん（俺もすっきゃねん）入ってこないで（俺もすっきゃねん）和香モテモテ（やしきたかじんのやっぱ好きやねん）。はい、産まれる前から好きやったエビ中のやしきたかじんこと、風見和香です」

### 旧メンバー
- 松野莉奈

「なぁなぁ、最近どうなん？私はりななん！出席番号9番、りななんこと松野莉奈です」
- 廣田あいか

「1から10までを関西の駅名で数えながら3の倍数と3のつく駅名だけアホになります。一乗寺、仁川、三宮、四ツ橋、御所、六甲、七条、八日市、串本、天下茶屋（元ネタは世界のナベアツ（現 桂三度））出席番号6番、廣田あいかです」
- 柏木ひなた

「出席番号10番551の豚まんこと必死のパッチ、柏木ひなたです」
- 星名美怜

「出席番号ラッキー7、エビ中のラッキーゾーンこと星名美怜です」（元ネタは阪神甲子園球場のラッキーゾーン）
- 小林歌穂

「連れてって（コバカホ）連れてって（コバカホ）埼玉出るとき連れてって（元祖たこ昌のCM曲）頭の中がタコ焼きボンバー！出席番号11番、小林歌穂です」

## 出演者

### 現在の出演者
メインパーソナリティ
- 桜木心菜（私立恵比寿中学）（2022年12月16日深夜 - ）（※ 2021年6月8日 - 2022年11月18日深夜までは週替りパーソナリティ）[注 4]
- なすなかにし（那須晃行・中西茂樹）（2022年8月5日深夜 - ）
- オズワルド（畠中悠・伊藤俊介）（2021年4月13日 - ）

週替わりパーソナリティ
- 私立恵比寿中学（基本的に毎週2人出演する。）
真山りか（2013年10月29日深夜 - ）
安本彩花（2013年11月12日深夜 - ）
中山莉子（2014年2月18日深夜 - ）
桜木心菜（2021年6月8日 - 2022年11月18日深夜）（※ 2022年12月16日深夜以降はメインパーソナリティ）[注 4]
小久保柚乃（2021年6月1日 - ）
風見和香（2021年6月15日 - ）
桜井えま（2022年11月4日深夜 - ）
仲村悠菜（2022年11月11日深夜 - ）

### 過去の出演者
私立恵比寿中学 元メンバー
- 杏野なつ（2013年10月15日深夜 - 2013年10月22日深夜）
- 瑞季（2013年10月1日深夜 - 2014年4月8日）
- 鈴木裕乃（2013年11月26日深夜 - 2014年4月8日）
- 松野莉奈（2013年10月1日深夜 - 2017年1月3日）[注 5]
- 廣田あいか（2013年12月24日深夜 - 2018年1月2日）
- 柏木ひなた（2013年10月1日深夜 - 2022年12月9日深夜）[注 6]
- 星名美怜（2013年10月1日深夜 - 2024年10月17日深夜）[注 7]
- 小林歌穂（2014年2月18日深夜 - 2025年6月12日深夜）

お笑い芸人
- オジンオズボーン（篠宮暁・高松新一）（2013年10月15日深夜 - 2013年12月31日深夜）
- NON STYLE（井上裕介・石田明）（2014年1月7日深夜 - 2016年7月5日）
- おかずクラブ（オカリナ・ゆいP）（2016年7月12日 - 2018年6月5日）
- 天竺鼠（川原克己・瀬下豊）（2016年8月9日 - 2018年6月5日）
- かまいたち（山内健司・濱家隆一）（2018年6月12日 - 2021年4月6日）
- 木本武宏（TKO）（2013年10月15日深夜 - 2022年7月15日深夜）

## 番組でのコーナー

### 現在のコーナー
（※ 2024年5月1日現在）
- ふつおた
えびちゅうや芸人MCに聞いてみたいこと、ライブやイベント等の感想などをリスナーから募る内容不問のコーナー。いわゆる「普通のお便り」コーナー。
- 番組紹介
番組冒頭で当番組がどのような内容の番組であるかを紹介する文言をリスナーから募り、「こちらの番組は～～～です。」というフォーマットに沿って紹介する。かつては番組冒頭に「この番組は関西のことを全く知らない関東出身の中学生、我らエビ中がリスナーの皆様から関西の驚き情報や最近の関西事情などを教えてもらいながら、関東一の関西フリークを目指す番組です。」という決まり文句があったが関東出身ではない私立恵比寿中学メンバーが加入したことにより冒頭の決まり文句がリスナーのネタに変更された。
- ポーズ
毎回番組公式X（旧 Twitter）にアップされる写真において、えびちゅうや芸人MCにどんなポーズをして欲しいかをリスナーから募る。
- エビ中（えびちゅう）最下層会議
エビ中（えびちゅう）の首脳陣が今後の展開を会議している端っこで、決定権の一番無い『エビ中（えびちゅう）☆なんやねん』の出演者同士でも、エビ中（えびちゅう）の今後を会議していくコーナー。しばらくブランクがあったが低学年メンバー加入後も時々行われている。
基本的には勝手に話している体裁であり、首脳陣に聞き入られることはないが、稀に実現する場合もある（「大阪のイベントでは、アツアツのお好み焼きが食べたい」など）。また、エビ中（えびちゅう）がライブ前に士気を高める儀式として行っている通称「中山タイム」は当コーナーから生まれた。

#### フィーチャコーナー
- 安本彩花の本当にあった怖い話
安本のフィーチャーコーナー。安本がリスナーから投稿された怖い話を代わりに読みあげ、どれが一番怖かったかを決めるコーナー。毎年夏の恒例コーナーとして行われる。
後述の「関西百物語選手権」が行われた際、安本の音読があまりに独特であったため（しばしば、瀬川瑛子の物真似と称される）、単独のコーナーとして派生した。
- 中山莉子やけど、なんやあれ
中山のフィーチャーコーナー。リスナーからの人・モノ・事柄などあらゆる内容についての理不尽な怒りを募り、クレーマーに扮した中山がその理不尽な怒りを紹介するコーナー。
- 利き・桜木川柳
桜木のフィーチャーコーナー。枠を飛び越えて自由な発想をする桜木の川柳と、リスナーが桜木に寄せて考えた川柳を見比べてどちらが桜木の川柳か当てるコーナー。
- 風見和香の、怒るよ
風見のフィーチャーコーナー。リスナーから怒ってること募り、それを風見が「怒るよ？」と代弁するコーナー。

その他のコーナーや随時募集されるコーナーなどがある。

### 過去のコーナー
- エビ中の学べる関西ニュース
リスナーから色々な関西情報を聞いて関西のことを勉強するコーナー。
このコーナーは全員関西弁で喋り、コーナーの締めはメンバー全員で「そうやったんや～！」と言うのが決まり。
- 全力!Q&A
エビ中の学べる関西ニュースが進化したコーナー。エビ中☆なんやねんが1年続き、関西を学ぶ上級編に突入したということで生まれた。他の都市に比べ感情表現が豊かな関西人のように、どんなときでも感情が出せるコーナー。
クジを一枚引き、書いてある感情を縛りとしてリスナーからの質問に答えるもの。感情は「怒り」「ノリノリ」「悔しい」「ヤンキー」「熱血」など。
- なんやねんカルタを作ろう
リスナーからの投稿から誕生したコーナー。関西弁でカルタを作ろうという企画。
毎週ア行から順番にメンバーがそれぞれ思いついたワードを出し、一番良かったものを採用していく。2014年9月23日放送回で「わ・を・ん」まで全て終わり、翌週で全てを振り返って手直しをして完成した。そして翌年の2015年1月6日の新年一発目の放送で実際にカルタを作り、カルタ大会を行った。
- ぴったんこキダ・タロー
関西では全く知らない人がいないと言われている浪花のモーツァルトことキダ・タローを目指し、いろんな関西のテーマソングを学ぶコーナー。
まず歌詞だけをメンバーに見せ、メロディーを付けて歌ってもらい、一番近い人がぴったんこキダ・タローになれるというもの。
また、逆に歌詞の一部を伏せて、抜けている部分を穴埋めするというバージョンもある。
1回限りの限定コーナーとして誕生したが、柏木ひなたがこのコーナーを大絶賛し、「もっとやりたい！」と発言したことでレギュラーコーナーとなった。しかし、ネタ切れのため自然消滅となった。
- 夏のスペシャル！関西百物語選手権
2014年8月26日放送回での1回だけの新コーナー。夏が終わる前に、風物詩「怖い話」をメンバーがそれぞれ朗読し、誰が一番怖かったかを競うコーナー。
- 痴漢アカンのコーナー
同じく1回だけの新コーナー。「痴漢アカン」のように洒落のきいた面白標語や商品名などをクイズ形式にして紹介するコーナー。
- ジングルソング・オーディション
番組のコーナーの合間で流れているジングルを作るコーナー。元々は「なんやねんカルタを作ろう」で作られた五十音を一文字ずつ使っていたが、五十音全て使い切り、新しいジングルを番組で制作。
- エビ中ランキングのコーナー
「NON STYLEの2人がエビ中のことを、まだ知らないんじゃないか？」という投稿から生まれたコーナー。
メンバー1人1人が独断で作ったランキングを発表し、なんのランキングかを当てるというもの。
- 採用を目指せ! エビ中公募
様々な一般公募にメンバーが考えて匿名で投稿し、採用を目指すコーナー。
個人のフィーチャーコーナーではないが、安本の言葉のセンスが好評だったため、安本が来ている回に行われることが多い。
- エビ中やり方図鑑
世の中のことを全く知らないエビ中メンバーが、提示されたテーマ（例：「結婚式の乾杯の挨拶」「企業面接」など）に対し、その方法を考えマスターしていくコーナー。
2017年4月25日放送分にて、車の操作方法の話題になった際、メンバーが考えた内容があまりに支離滅裂で盛り上がったことから、正式なコーナーとして派生した。
- これがいーっちゃんうまい！
お題に沿って自分が一番美味しい（いーっちゃんうまい！）と思うものを出演者がプレゼンし、誰が一番美味しそうな話が出来たかを出演者（出演者は自分以外に投票）とスタッフの投票にて決めるコーナー。
2022年5月20日深夜放送回のお題「ハンバーガー」のプレゼンで各出演者がグルメバーガーなどを紹介する中、柏木が「マクドナルドのチーズバーガー2個」と言ったことが出演者の爆笑をさらった。
なお後日、木本武宏（TKO）が投資トラブルにて番組を降板した際に、柏木が木本に対して惜別の言葉[7]をTwitter（現 X）にてツイート（現 ポスト）した後に続けて「木本さん チーズバーガー2個ちゃんと食べてね」[8]とツイート（現 ポスト）したのは2022年5月20日深夜放送回における当コーナーでのやり取りを念頭に置いたものと思われる。

#### フィーチャーコーナー
- 利き・柏木川柳
柏木のフィーチャーコーナー。誰でも作れそうな小学生レベルの川柳を作る柏木と、リスナーが「柏木が考えそうなもの」として送ってきた川柳を比較し、どちらが柏木の作品かを当てるコーナー。
柏木と進行役を除いた当日の出演者の間で、二択形式で3問行われる。3問とも正解した人物には、（たとえメンバーであっても）柏木のサインがプレゼントされる。いなかった場合、リスナーへのプレゼントとなる。
- 真山の成人会談
真山のフューチャーコーナー。2016年12月にグループ初の20歳を迎えた真山に、更に大人の階段を登ってもらうにはどうすれば良いのかを、皆で話し合うコーナー。
会談の結果、真山には「次回来るまでに行うこと」として宿題が出される。
- マーマママのまあまあのコーナー
小林のフィーチャーコーナー。リスナーからの「最近腹が立ったことという投稿に対し、普段全く怒らない平和主義者の小林がなぐさめ、癒しの一言を言っていくコーナー。
投稿に対し、第一声は「まあまあまあまあ」と返すのがお決まり。
- 中山知ったかぶりカジノ!
中山のフィーチャーコーナー。メンバーの中で一番知識が少ないであろう中山に、ある言葉（例：「新選組」「弁慶の泣きどころ」など）を出題し、それに対する中山の反応から、何の言葉と勘違いしているかを皆が当てるコーナー。
稀に本当の意味を理解しているケースもある。

その他多数のコーナーがあった。

## エピソード
- 2017年2月8日の松野莉奈の急逝を受け、2月14日放送分では、冒頭にアナウンサーによる収録日の説明と追悼の言葉が流された。
- 2017年2月28日放送分はエビ中にとって松野の逝去後初の仕事であり、木本やおかずクラブが気遣う中、当日の出演者・柏木、廣田、真山は自らの口から現在の心境を語り、終始気丈に乗り切った。
- 2019年6月18日の放送はナイター中継の延長による時間変更もなく、通常通り放送の予定だったが。22時22分に山形県沖で発生した地震の情報を前番組から引き続き放送したため急遽放送が休止となった。
- 2024年11月25日に星名美怜と私立恵比寿中学の契約が終了した[9]。結果的に2024年10月17日深夜放送回が星名にとって最後の出演となった。2024年12月5日深夜放送回は星名脱退後に収録された最初の放送であったので、直接的には星名の名前は出していないが星名脱退に関する話題に触れていた。